# جان ماري رادو
جان ماري رادو (3 فبراير 1906 – غ. م.) هو مبارز بالسيف بلجيكي راحل، مثّل بلاده في الألعاب الأولمبية الصيفية 1948.

## روابط رياضية
جان ماري رادو على موقع أوليمبيديا (الإنجليزية)